# SM U-47 (1915)
SM U-47 – niemiecki okręt podwodny typu U-43 zbudowany w Kaiserliche Werft w Gdańsku w latach 1914-1916. Wodowany 16 sierpnia 1915 roku, wszedł do służby w Cesarskiej Marynarce Wojennej 28 lutego 1916 roku. Służbę rozpoczął w III Flotylli pod dowództwem kapitana Heinricha Metzgera. U-47 w czasie dwóch patroli zatopił 14 statków o łącznej pojemności 23 931 BRT oraz trzy uszkodził i jeden zajął jako pryz. 
Pierwszym zatopionym statkiem był fiński parowiec pasażerski „Wellamo” o pojemności 1050 BRT, który 30 sierpnia 1916 roku został zatopiony około 9 mil na północny wschód od latarni morskiej na wyspie Tankar. Ostatnim statkiem zatopionym przez załogę U-47 był francuski parowiec „Vaulcanus” o pojemności 1470 BRT.
W grudniu 1916 roku okręt przepłynął na Morze Śródziemne i został przydzielony do Pola Flotylli. 
28 sierpnia 1917 roku kapitan Metzger został zastąpiony na dwa miesiące przez kapitana Johannesa Feldkirchnera. W okresie od połowy stycznia do połowy czerwca 1918 roku dowódcą okrętu był Wilhelm Canaris. W czerwcu 1918 roku okręt uległ awarii i do końca wojny nie brał udziału w walkach. W czasie wycofywania się wojsk niemieckich z półwyspu Pula w końcu października 1918 roku okręt został zatopiony.